# Полицька сільська територіальна громада
Полицька сільська громада — територіальна громада в Україні, в Вараському районі Рівненської області. Адміністративний центр — село Полиці.
Площа громади — 178,8 км², населення — 5650 мешканців (2020). Населення - 5479 мешканців (2025).
Територією громади протікає річка Стир.
Утворена 12 червня 2020 року шляхом об'єднання Полицької, Балаховицької і Ромейківської сільських рад Володимирецького району.

## Населені пункти
У складі громади 8 сіл: Полиці, Веретено, Іванчі, Сошники, Балаховичі, Маюничі, Острів і Ромейки.

## Історія
| Село       | Обидві статі | Чоловіки | Жінки |
| ---------- | ------------ | -------- | ----- |
| Балаховичі | 683          | 336      | 347   |
| Маюничі    | 183          | 91       | 92    |
| Острів     | 413          | 212      | 201   |
| Полиці     | 1 546        | 756      | 790   |
| Веретено   | 428          | 211      | 217   |
| Іванчі     | 959          | 500      | 459   |
| Сошники    | 483          | 236      | 247   |
| Ромейки    | 1 032        | 531      | 501   |

За переписом населення України 2001 року в Балаховичах мешкали 613 особи, в Маюничах — 123 особи, в Острові — 282 особи, в Полицях — 1 259 осіб, в Веретені — 465 осіб, в Іванчах — 961 особа, в Сошниках — 510 осіб і в Ромейках — 1 084 особи.